# مسند السراج (كتاب)
مسند السراج هو أحد كتب الحديث النبوي جمعه الإمام محمد بن إسحاق السراج النشابوري (المتوفى 313 هـ).

## وصف الكتاب
يحتوي الكتاب على ما يقرب من سبعة آلاف 7000 حديث وفقًا للمكتبة الشاملة. المسند هو مجموعة الأحاديث النبوية المصنفة من قبل الرواة، وهم صحابة النبي محمد نبي الإسلام. يعتبر الكتاب من بين كتب الحديث الأكثر شهرة بين علماء المسلمين.

## نشر الكتاب
نشر الكتاب العديد من المنظمات حول العالم مثل :
- مسند السراج: دار ميلات، باكستان.[1]